# Żdżarów
Żdżarów [ˈʐd͡ʐaruf] est un village polonais de la gmina de Sochaczew dans le powiat de Sochaczew et dans la voïvodie de Mazovie.
Il est situé approximativement à 5 kilomètres à l'ouest de Sochaczew et à 57 kilomètres à l'ouest de Varsovie.